# Рајево Село
Рајево Село је насељено мјесто у општини Дреновци, Република Хрватска.

## Историја
Пред Мађарску буну 1847. године записано и у месту и "филијалима" околним укупно 574 православна Србина. Њихов број се показао непромењеним 1867. године.
Насеље је раније било у саставу некадашње општине Жупања.

## Култура
У Рајевом Селу, поред католичке, постоји и православна црква Св. Прокопија.

## Становништво
На попису становништва 2011. године, Рајево Село је имало 987 становника.
| Демографија | Демографија | Демографија |
| Година      | Становника  | Становника  |
| ----------- | ----------- | ----------- |
| 1961.       | 1.434       |             |
| 1971.       | 1.586       |             |
| 1981.       | 1.546       |             |
| 1991.       | 1.476       |             |
| 2001.       | 1.407       |             |
| 2011.       |             | 987         |

## Попис 1991.
На попису становништва 1991. године, насељено место Рајево Село је имало 1.476 становника, следећег националног састава:
| Попис 1991.‍   | Попис 1991.‍  | Попис 1991.‍ | Попис 1991.‍ | Попис 1991.‍ |
| ------------- | ------------ | ----------- | ----------- | ----------- |
|               |              |             |             |             |
| Хрвати        | Хрвати       |             | 732         | 49,59%      |
| Муслимани     | Муслимани    |             | 418         | 28,31%      |
| Срби          | Срби         |             | 111         | 7,52%       |
| Русини        | Русини       |             | 87          | 5,89%       |
| Југословени   | Југословени  |             | 40          | 2,71%       |
| Украјинци     | Украјинци    |             | 2           | 0,13%       |
| Мађари        | Мађари       |             | 1           | 0,06%       |
| Пољаци        | Пољаци       |             | 1           | 0,06%       |
| Словаци       | Словаци      |             | 1           | 0,06%       |
| Словенци      | Словенци     |             | 1           | 0,06%       |
| Црногорци     | Црногорци    |             | 1           | 0,06%       |
| остали        | остали       |             | 3           | 0,20%       |
| неопредељени  | неопредељени |             | 5           | 0,33%       |
| непознато     | непознато    |             | 73          | 4,94%       |
| укупно: 1.476 |              |             |             |             |